# Contigaspis bilobis
Contigaspis bilobis är en insektsart som först beskrevs av Robert Newstead 1895.  Contigaspis bilobis ingår i släktet Contigaspis och familjen pansarsköldlöss. Inga underarter finns listade i Catalogue of Life.